# Cloroprene
Cloroprene è il nome comune del composto organico 2-cloro-1,3-butandiene, che ha formula chimica CH2=CCl-CH=CH2 e rientra pertanto nella classe degli alogenuri alchilici. Questo liquido incolore è il monomero per la produzione del polimero policloroprene, un tipo di gomma sintetica. Il policloroprene è più conosciuto al pubblico come Neoprene, il nome commerciale datogli dalla DuPont quando lo sviluppò per la prima volta utilizzandolo per i DuPont Performance Elastomers.

## Produzione del cloroprene
Il cloroprene viene prodotto in tre passaggi dal 1,3-butadiene: (i) clorurazione, (ii) isomerizzazione di parte del prodotto, e (iii) deidroclorurazione del 3,4-dicloro-1-butene.
Il cloro si addiziona all'1,3-butadiene per fornire una miscela di 3,4-dicloro-1-butene e 2,3-dicloro-2-butene. L'isomero 2,3-cloro viene successivamente isomerizzato al 3,4-cloro e trattato con una base per indurre la deidroclorurazione a 2-cloro-1,3-butadiene. Questa deidroalogenazione comporta la perdita di un atomo di idrogeno in posizione 3 e di un atomo di cloro in posizione 4 formando quindi un doppio legame tra i carboni 3 e 4. Nel 1983 in questo modo sono stati prodotti circa 2 milioni di kg di cloroprene. La principale impurezza nel cloroprene ottenuto per questa via è l'1-cloro-1,3-butadiene, che viene solitamente separato per distillazione.

## Processo dell'acetilene
Fino agli anni Sessanta, la produzione del cloroprene era dominata dal "processo dell'acetilene", che era adattato dalla sintesi del vinilacetilene. In questo processo l'acetilene viene dimerizzato a dare il vinil acetilene che viene successivamente combinato con cloruro d'idrogeno per fornire 3-cloro-1,2-butadiene, che finalmente, in presenza di cloruro rameoso, riarrangia al 2-cloro-1,3-butadiene. La conversione è la seguente
Questo processo aveva degli svantaggi in quanto prevedeva molta energia ed alti costi. Inoltre, l'intermedio vinil acetilene è instabile.